# General Sherman Tree

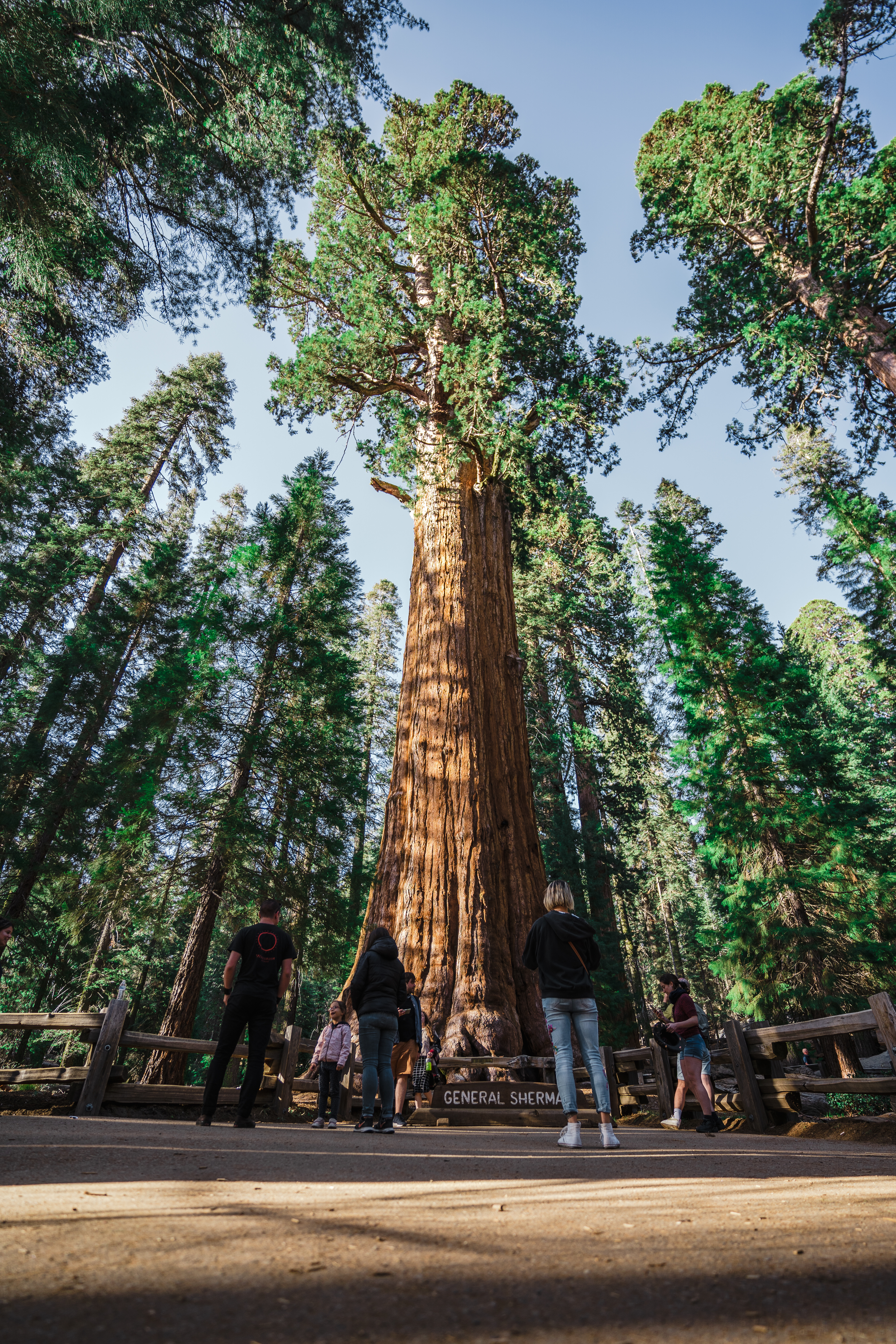
General Sherman Tree im Sequoia-Nationalpark, Kalifornien (2022)

Der General Sherman Tree ist der voluminöseste lebende Baum der Erde. Er ist ein Berg- oder Riesenmammutbaum (Sequoiadendron giganteum) und steht im Giant Forest des Sequoia-Nationalparks im US-Bundesstaat Kalifornien. Sein Alter wird auf etwa 1900 bis 2500 Jahre geschätzt.

## Entdeckung und Namensgebung
Als erstem Nicht-Indianer war der Giant Forest dem Viehzüchter Hale Tharp 1858 von befreundeten Indianern gezeigt worden. Später begleitete der Trapper und Naturkundler James Wolverton Tharp in den Giant Forest und verbrachte dort mehrere Winter. Am 7. August 1879 entdeckte Wolverton den Baum und benannte ihn nach General William T. Sherman, unter dem er als Lieutenant im Sezessionskrieg gedient hatte.
Angehörige der sozialistischen Kaweah Cooperative Colony, die sich von 1886 bis zur Auflösung der Kolonie 1892 im Umfeld des Waldes niederließen, benannten den Baum Karl Marx Tree.
Nach der Gründung des Sequoia-Nationalparks 1890 lag der Baum in dessen Schutzgebiet. Die Parkverwaltung verzeichnete den Baum als General Sherman Tree gemäß der Namensgebung von Wolverton.
1931 wurden verschiedene Riesenmammutbäume genauer vermessen und dabei wurde festgestellt, dass der General Sherman Tree das größte Volumen aller erfassten Bäume besitzt. Da das Stammvolumen dieser Baumart das aller anderen bei weitem übertrifft, geht man davon aus, dass dieser größte bekannte Riesenmammutbaum gleichzeitig der weltweit größte Baum überhaupt ist.

## Ausmaße

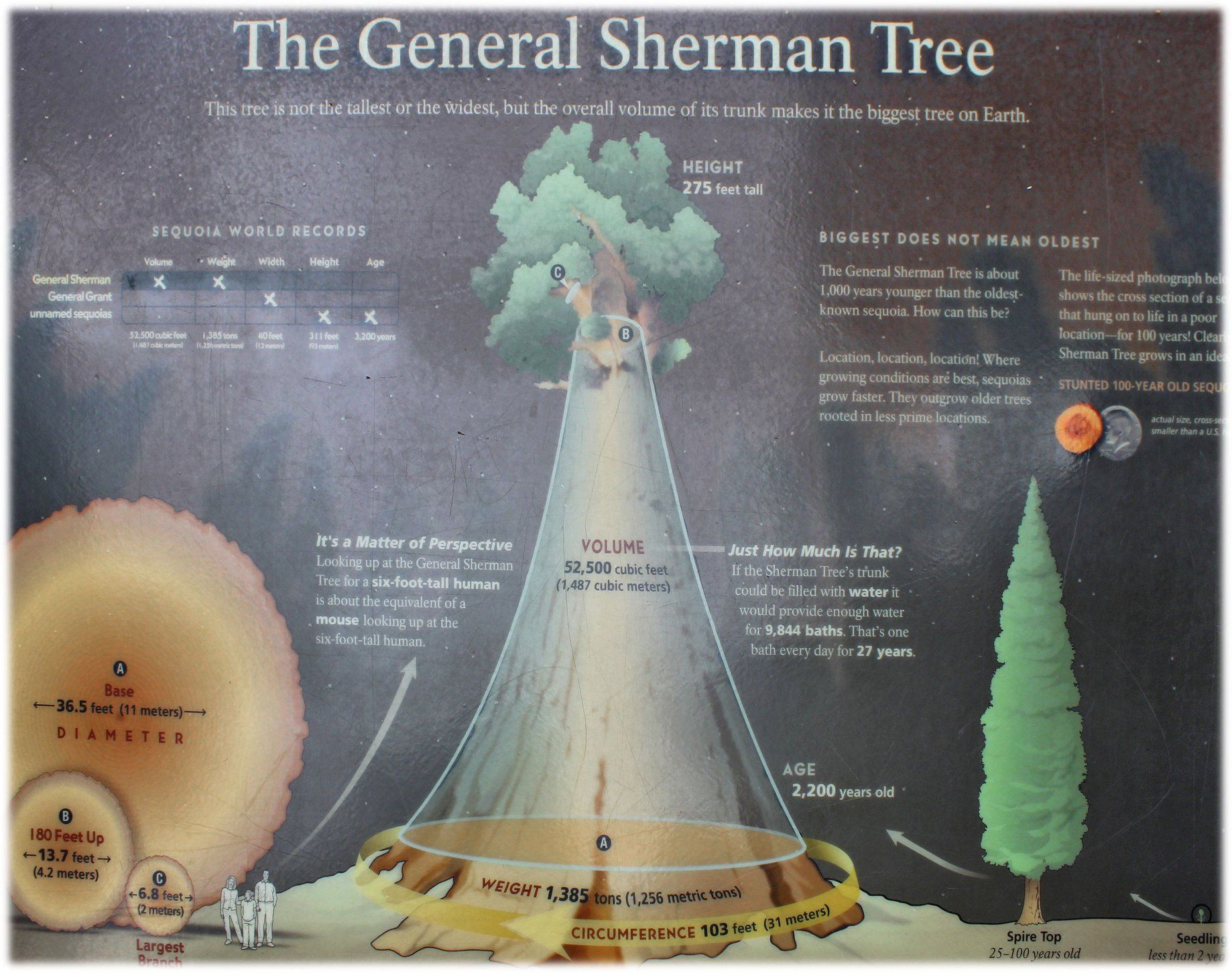
Infotafel im Nationalpark mit Daten des Baums (2021)

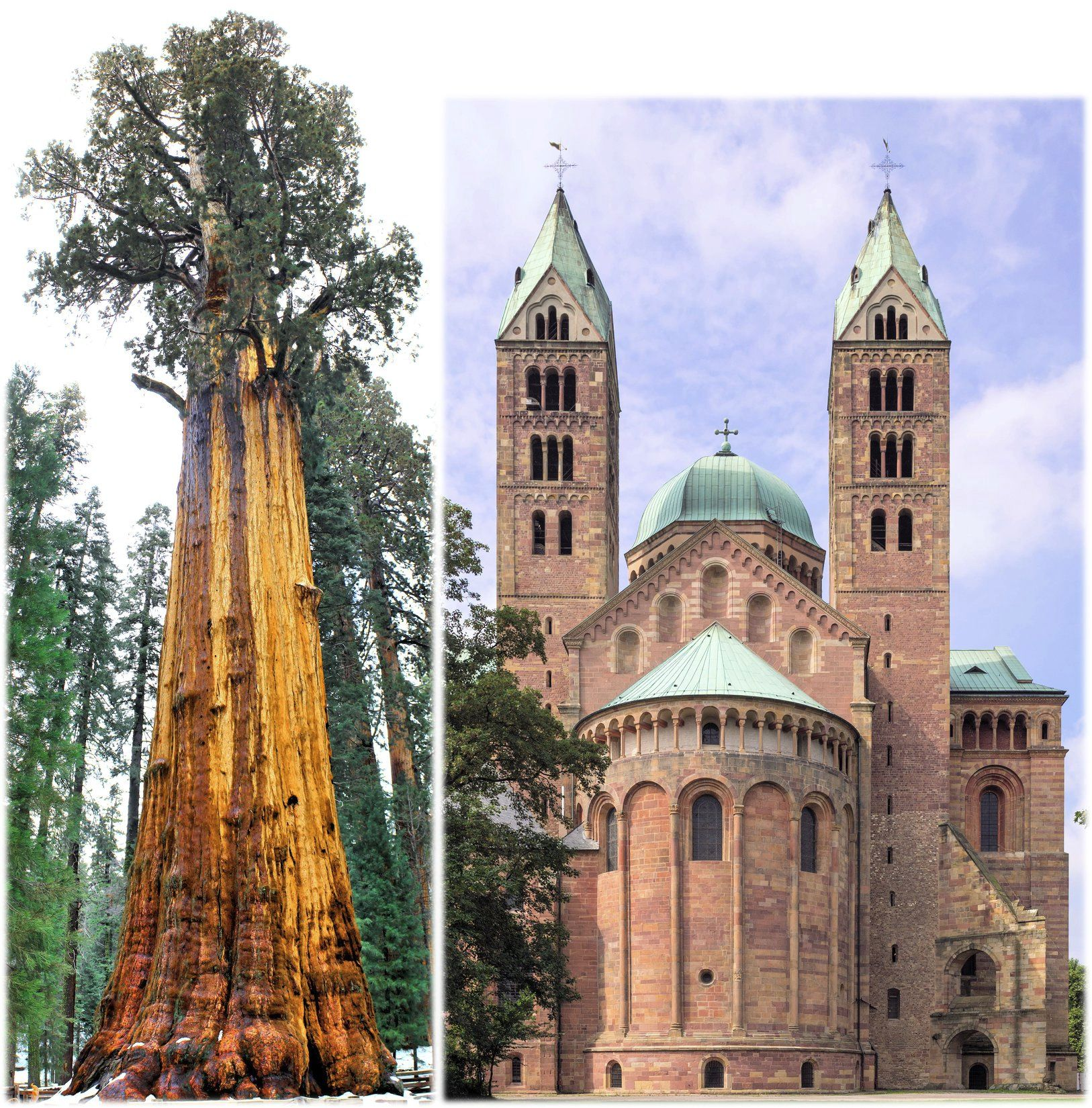
Der Baum ist über 12 Meter höher als der Speyrer Dom und etwa doppelt so alt

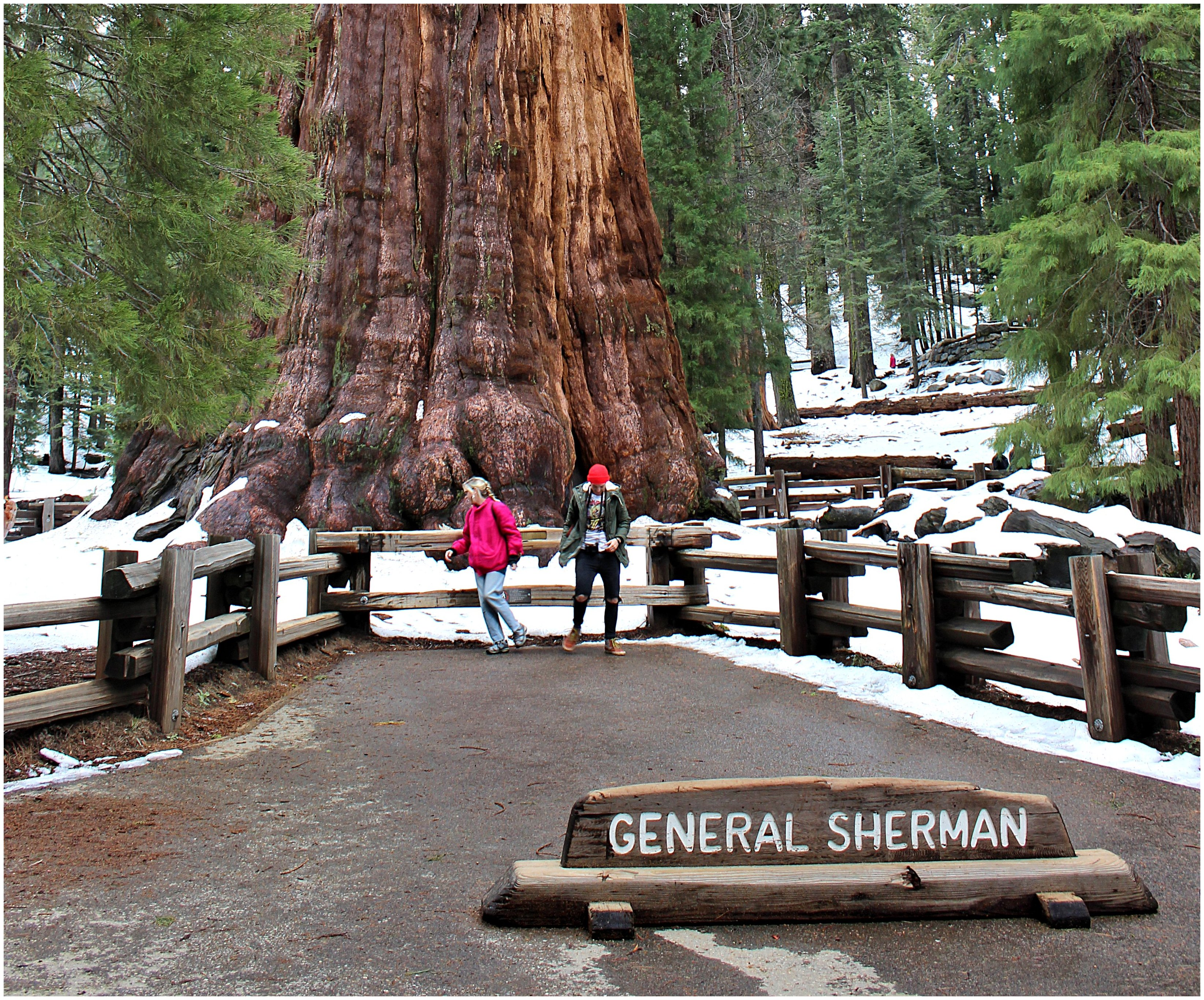
An der Stammbasis beträgt der Durchmesser 11,1 Meter, der Umfang über 31 Meter.

Das charakteristische Merkmal des General Sherman Tree mit einer Stammhöhe von 83,8 m und einem Brusthöhendurchmesser von 825 Zentimetern ist, dass er auch im weiteren Stammverlauf einen überdurchschnittlich großen Durchmesser aufweist, über die Gesamthöhe gemittelt knapp fünf Meter. Bestimmungen des Stammvolumens dieses massiven Baumes ergaben 1975 einen Wert von 1487 Kubikmetern, spätere lagen bei 1489 Kubikmetern, und der National Park Service listet ihn derzeit mit 52.508 Kubikfuß (cft), was 1.486,9 m³ entspricht (Stand Dezember 2012). Damit handelt es sich bei dem General Sherman Tree um den voluminösesten lebenden Baum der Erde, weshalb er zuweilen als „größtes Lebewesen der Erde“ (Largest Living Thing on Earth) bezeichnet wird. Klonale Lebewesen können jedoch schwerer sein und von ihrer Grundfläche her größere Ausmaße annehmen.
Anfang 2006 verlor der Baum während eines Wintersturmes einen großen Ast, der beim Herabstürzen Teile der Absperrungen um den Baum zerstörte und einen Krater in die angelegten Fußwege riss. Der Verlust des Astes ändert nichts an der Stellung des Baumes als voluminösester lebender Baum der Erde, weil die Volumina dieser Liste nur für die Stämme verglichen werden (als Stammvolumen; denn Astvolumen, Blattvolumen und Wurzelvolumen sind meist nicht bekannt).
| Höhe                                              | 83,8 m    |
| Ansatzhöhe des ersten größeren Astes (Stand 1997) | 39,6 m    |
|                                                   |           |
| Umfang an der Stammbasis                          | 31,12 m   |
|                                                   |           |
| Durchmesser an der Stammbasis                     | 11,1 m    |
| Brusthöhendurchmesser (in 1,30 m)                 | 8,25 m    |
| Durchmesser in 18,3 m Höhe (60 Fuß)               | 5,3 m     |
| Durchmesser in 54,9 m Höhe (180 Fuß)              | 4,3 m     |
|                                                   |           |
| Durchmesser des größten Astes (Stand 1997)        | 2,1 m     |
| Durchschnittlicher Kronendurchmesser              | 32,5 m    |
|                                                   |           |
| Volumen                                           | 1486,9 m³ |
|                                                   |           |
| Geschätzte Lebendmasse des Stammes (Stand 1938)   | 1100 t    |
| Geschätzte Lebendmasse gesamt (Stand 1938)        | 2000 t    |